# سامية هني
سامية هني Samia Henni- كاتبة، ومؤرخة، ومعلمة، وأمينة متحف. وهي تدرس تاريخ العمارة والتنمية الحضرية في جامعة كورنيل بالولايات المتحدة.   تركز هني في عملها على تقاطع البيئات المبنية والمدمرة مع الممارسات الاستعمارية والعمليات العسكرية من أوائل القرن التاسع عشر وحتى يومنا هذا. 

## حياتها
درست سامية هني في مدرسة الفنون التطبيقية للهندسة المعمارية والتعمير في الجزائر العاصمة، وأكاديمية الهندسة المعمارية في ميندريسيو، وفي الجامعة الإيطالية السويسرية؛ ومعهد بيرلاج في روتردام؛ وفي جولدسميث بجامعة لندن، وحصلت هني على درجة الدكتوراه. من ETH زيورخ.  قبل انضمامها إلى جامعة كورنيل، قامت هني بالتدريس في جامعات مختلفة مثل جامعة برينستون، والمعهد الفيدرالي السويسري للتكنولوجيا في زيورخ، وجامعة زيورخ، وجامعة العلوم التطبيقية في جنيف.
كانت هني أول رئيسة لكرسي ألبرت هيرشمان (2021-2022م)، معهد الدراسات المتقدمة في مرسيليا؛ وأستاذة زائرة (خريف 2021م) في معهد تاريخ الفن بجامعة زيورخ؛ وزميلة زائرة في برنامج جيديس (ربيع 2021م) في كلية الهندسة المعمارية وهندسة المناظر الطبيعية (ESALA) في كلية إدنبرة للفنون، جامعة إدنبرة.
ألّفت هنّي كتاب "هندسة الثورة المضادة: الجيش الفرنسي في شمال الجزائر" الحائز على عدة جوائز، والذي درست من خلاله التحولات الإقليمية الاستعمارية الفرنسية وتدابير مكافحة التمرد المكانية في الجزائر تحت الحكم الاستعماري، وخاصة خلال الثورة الجزائرية (1954-1962م).   هي محررة كتاب "مناطق الحرب" وكتاب "الصحاري ليست فارغة (كتب كولمبيا عن الهندسة المعمارية والمدينة 2022م).
قامت هني بتنظيم معارض مختلفة، بما في ذلك العنف الخفي: الهندسة المعمارية والحرب الفرنسية في الجزائر في معهد جتا، ETH زيورخ؛ المعهد الجديد في روتردام؛ أرشيف كابينيت في برلين؛ كلية الدراسات العليا للهندسة المعمارية، جامعة جوهانسبرغ ، لا كولوني في باريس، معرض VI PER في براغ، وكذلك معارض AAP في جامعة كورنيل، فنون البوابات الأثنا عشر في فيلادلفيا، وجامعة فيرجينيا في شارلوتسفيل.

## المؤلفات

### الكتب
- العمارة المعادية للثورة: الجيش الفرنسي في شمال الجزائر . زيورخ، 2017م.
- مناطق الحرب، زيورخ، 2018م.
- العمارة المعادية للثورة: الجيش الفرنسي في شمال الجزائر . باريس: إصدارات 2019م (باللغة الفرنسية)
- الصحاري ليست فارغة، نيويورك: كتب كولومبيا عن الهندسة المعمارية والمدينة، 2022م.
- السمية الاستعمارية: إعادة إحياء العمارة النووية الفرنسية والمناظر الطبيعية في الصحراء الكبرى . أمستردام، 2024م.

### فصول كتب
- "بومدين، نيماير: عندما تلتقي العسكرية بالحداثة"، مقدمة لكتاب " الثورة ستتوقف في منتصف الطريق: أوسكار نيماير في الجزائر" . نيويورك: كتب كولومبيا عن الهندسة المعمارية والمدينة، 2019م.
- "الوكالة النسائية والحرب النفسية: التدخلات المدنية والعسكرية الاستعمارية الفرنسية في الجزائر، 1954-1962م"، الكليات الإنتاجية - المواقف المحددة. المشاركات السريرية في الفن والعمارة والتصميم والتخطيط الحضري . برلين: مطبعة شتيرنبرج، 2019م.
- "إبادة الصحراء: "بحيرات النفط" كعنف أرشيفي"، في الفضاء/الحرب، تحرير أصايل السعيد، أسيل اليعقوب، صفية أبو المعاطي، ويوسف عوض. 2021م.
- "منع التشرد: الدولة والإغلاق الأول في مرسيليا"، في كتاب "من التالي؟" نحن بحاجة إلى الحديث عن التشرد ، تحرير دانييل تاليسنيك وأندريس ليبيك. برلين: 2021م، ص 76-81.
- ""التجربة" بدلاً من "المشروع:" علم أصول التدريس في ديلوز في الجزائر ما بعد الثورة،" في علم أصول التدريس الراديكالية ، الذي حرره بياتريس كولومينا، وإجناسيو ج. جالان، وإيفانجلوس كوتسيوري، وآنا ماريا مايستر. ماساتشوستس: مطبعة معهد ماساتشوستس للتكنولوجيا، 2022م.

### المقالات
- "التداعيات الاستعمارية"، التاريخ/النظرية (31 أكتوبر/تشرين الأول 2018م).
- "تصوير الحبس"، جدلية، التصوير الفوتوغرافي والسرد السمعي البصري (7 يوليو/تموز 2020م).
- "استعمارية الأمر التنفيذي"، سلسلة المركز الكندي للهندسة المعمارية والرحلات والترجمات (21 يونيو/حزيران 2020م).
- "المعرض كشكل من أشكال الكتابة: حول العنف الخفي: العمارة والحرب الفرنسية في الجزائر"، في مجلة PARSE: حول مسألة المعرض، تحرير نيك إيكينز، كجيل كامينها، جوتي ميستري، وميك ويلسون، 2021م.
- "النفط والغاز والغبار: من الصحراء الكبرى إلى أوروبا"، في استعمار البنية التحتية، إي-فلكس للهندسة المعمارية، 2021م.
- "فانون حول الفضاء الاستعماري" في ARCH+ رقم. 246 Zeitgenössische feministische Raumpraxis (فبراير 2022)، ص 164-165.
- "معركة التدويل والاستقلال"، في مجلة فونامبوليست، العدد 42: استقلال الجزائر والثورة العالمية 1962-2022م (يوليو-أغسطس 2022م)، ص 46-53.

## الجوائز والزمالات
- 2021-2022م كرسي ألبرت هيرشمان، معهد الدراسات المتقدمة، جامعة إيكس مرسيليا.
- زميل زائر مدعو من جيديس لعام 2021م، كلية الهندسة المعمارية وهندسة المناظر الطبيعية (ESALA)، كلية إدنبرة للفنون، جامعة إدنبرة.
- جائزة سبيرو كوستوف للكتاب لعام 2020م من جمعية المؤرخين المعماريين [8]
- جائزة الكتاب الفضي لعام 2018م من المهرجان الدولي للكتاب والفنون والسينما (FILAF)
- جائزة أفضل كتاب في نظرية الفن لعام 2018م من قبل FILA [9]
- أفضل أطروحة دكتوراه لعام 2017م، الميدالية الفضية من المعهد الفيدرالي السويسري للتكنولوجيا في زيورخ

## روابط خارجية
- مجتمع العمارة يدعم سامية هني بعد تعرض مكتبها التابع لجمعية أطباء السكان الأصليين بجامعة كورنيل للسرقة